# Tertúlio de Anjou
Tertúlio de Anjou (Anjou, Pays de la Loire, França 821 -?) foi um nobre da Alta Idade Média francesa, tendo sido conde de Anjou.

## Relações familiares
Foi filho de Torcato de Anjou (Anjou 800 - Rennes, Ille-et-Vilaine, França 853) e casado com Petronilha (? - 825), filha de Hugo Abade (802 - 844), que por sua vez era filho de Carlos Magno, Sacro Imperador Romano Germano e da concubina deste, Regina. Deste casamento nasceu:
1. Ingelger I de Anjou[4] casado com Adelaide de Amboine (840 - 907), senhora de Amboise e de Châtillon.